# Алдышев, Анатолий Афанасьевич
Анато́лий Афана́сьевич А́лдышев (7 марта 1938, Новосибирск — 12 августа 2010, Нальчик) — советский футболист и тренер, вратарь, чемпион РСФСР 1965 и 1970 годов, мастер спорта (1966).
Карьеру игрока начал в 1957 году в составе клуба «Сибсельмаш» из Новосибирска. В 1962 году Анатолий пополнил ряды нальчикского «Спартака», где и выступал до завершения карьеры. В составе клуба из Кабардино-Балкарии он провёл более 285 встреч.
В июле 1989 года Алдышев был назначен главным тренером родной команды. Спустя два года он покинул этот пост в связи с неудовлетворительными результатами, после чего долгое время работал в детско-юношеской школе Нальчика.

## Биография
Анатолий Алдышев родился 7 марта 1938 года в Новосибирске. В послевоенные годы он увлёкся футболом. С интересом слушал репортажи с матчей своего кумира Алексея Хомича по прозвищу «Тигр». В дворовых матчах Анатолий часто становился в ворота, что и стало его профессией. В 1969 году окончил Волгоградский институт физкультуры (заочно). Скончался в Нальчике 12 августа 2010 года.

### Клубная карьера
Профессиональную карьеру игрока начал в 1957 году в составе клуба «Сибсельмаш» из Новосибирска, выступавший в дальневосточной зоне второй лиги Советского Союза. Во время службы в армии выступал за новосибирский СКА, а после демобилизации, в 1962 году, Анатолий пополнил ряды нальчикского «Спартака» по приглашению Анатолия Свирского, где и выступал до завершения карьеры. За 12 сезонов Алдышев провёл в составе нальчан более 285 матчей, дважды становился чемпионом РСФСР в 1965 и 1970 годах, а также победителем зональных турниров второй лиги в 1965 и 1971 годах.

### Тренерская карьера
В 1976 году впервые был приглашён в тренерский штаб родной команды в качестве помощника Анатолием Крутиковым, но спустя пять лет покинул команду, перейдя на работу тренером в детско-юношеской школе при клубе. Возвращение Алдышева в коллектив состоялось в июле 1989 года, когда он сменил на посту главного тренера покинувшего команду Владимира Эштрекова. Спустя два года Анатолий покинул свой пост в связи с неудовлетворительными результатами команды, после чего долгое время работал в детско-юношеской школе Нальчика, воспитав не одно поколение футболистов. Среди них известные вратари Заур Хапов, Хасанби Биджиев и Александр Чихрадзе, а также полевые игроки Али Алчагиров, Анзор Дзамихов, Константин Деменко и Альберт Саркисян.

## Статистика выступлений

### Клубная
| Команда           | Сезон | Чемпионат | Чемпионат | Чемпионат | Кубок | Кубок  | Прочее | Прочее | Итого | Итого   |
| Команда           | Сезон | Уров.     | Игры      | Голы      | Игры  | Голы   | Игры   | Голы   | Игры  | Голы    |
| ----------------- | ----- | --------- | --------- | --------- | ----- | ------ | ------ | ------ | ----- | ------- |
| Спартак (Нальчик) | 1962  | II        | 27        | (-31)     | 2*    | (-2)   | 0      | 0      | 29*   | (-33)   |
| Спартак (Нальчик) | 1963  | III       | 25        | (-29)     | 1     | (-2)   | 0      | 0      | 26    | (-31)   |
| Спартак (Нальчик) | 1964  | III       | 33        | (-38)     | 1     | (-2)   | 0      | 0      | 34    | (-40)   |
| Спартак (Нальчик) | 1965  | III       | 38        | (-20)     | 0     | 0      | 0      | 0      | 38    | (-20)   |
| Спартак (Нальчик) | 1966  | II        | 30        | (-28)     | 0     | 0      | 0      | 0      | 30    | (-28)   |
| Спартак (Нальчик) | 1967  | II        | 20        | (-15)     | 2     | (-2)   | 0      | 0      | 22    | (-17)   |
| Спартак (Нальчик) | 1968  | II        | 13        | (-16)     | 0     | 0      | 0      | 0      | 13    | (-16)   |
| Спартак (Нальчик) | 1969  | II        | 18        | (-13)     | 0*    | 0*     | 0      | 0      | 18*   | (-13)*  |
| Спартак (Нальчик) | 1970  | III       | 8         | (-1)      | 1     | (-2)   | 2      | (-3)   | 11    | (-6)    |
| Спартак (Нальчик) | 1971  | III       | 28*       | (-18)*    | 0     | 0      | 3      | (-1)   | 31*   | (-19)*  |
| Спартак (Нальчик) | 1972  | II        | 28        | (-24)     | 4     | (-3)   | 0      | 0      | 32    | (-27)   |
| Спартак (Нальчик) | 1973  | II        | 19        | (-31)     | 0     | 0      | 0      | 0      | 19    | (-31)   |
| Спартак (Нальчик) | Итого | Итого     | 287*      | (-264)*   | 11*   | (-13)* | 5      | (-4)   | 303*  | (-281)* |

Примечание: знаком * отмечены ячейки, данные в которых, возможно, неполные в связи с отсутствием протоколов второго круга первенства СССР 1971, а также протоколов кубка СССР 1962 и 1969 годов.
Источники:
- Статистика выступлений взята из серии книг: Морозов И. А. История Кабардино-Балкарского футбола. — Астрахань, 2014.

### Тренерская
| Клуб                | Страна    | Начало работы | Окончание работы | Результаты | Результаты | Результаты | Результаты | Результаты | Результаты | Результаты |
| Клуб                | Страна    | Начало работы | Окончание работы | И          | В          | Н          | П          | В %        | Н %        | П %        |
| ------------------- | --------- | ------------- | ---------------- | ---------- | ---------- | ---------- | ---------- | ---------- | ---------- | ---------- |
| «Спартак» (Нальчик) | Флаг СССР | 28 июня 1989  | 30 июня 1991     | 105        | 47         | 17         | 41         | 44.76      | 16.19      | 39.05      |

Источники:
- Статистика выступлений взята из серии книг: Морозов И. А. История Кабардино-Балкарского футбола. — Астрахань, 2014.

## Достижения и награды

### Командные
«Спартак (Нальчик)»
- Чемпион РСФСР (2): 1965, 1970[6][7].
- Победитель зонального турнира среди команд второй лиги (2): 1965, 1971[6][7].

### Личные
- Присвоено звание «Заслуженный работник культуры КБАССР»: 1971[12].
- Награждён медалью «80 лет Госкомспорту России»: 2003.
- Награждён почётной грамотой РФС за большой вклад в развитие детско-юношеского футбола.
- Награждён почётной грамотой КБАССР за большой вклад в развитие физической культуры и спорта в республике: 1988.
- Награждён почётной грамотой за многолетний труд и большой вклад в развитие футбола в Кабардино-Балкарии: 2005.